# Eric Hare
Eric Hare Olvera (Guanajuato, 11 gennaio 1979) è un ex cestista messicano.

## Carriera
Con il Messico ha disputato i Campionati americani del 2005.